# Абсаметов, Кудыс
Куды́с Абсаме́тов (1 января 1920 год, село Аккайнар — 18 января 2007 год) — директор Каргалинской средней школы № 1 Джамбулского района Алма-Атинской области, Казахская ССР. Герой Социалистического Труда (1978). Отличник просвещения Казахской ССР. Отличник просвещения СССР.

## Биография
Родился 1 января 1920 года в бедной крестьянской семье в селе Аккайнар.
После окончания семилетней школы занимался ликвидацией безграмотности в колхозе «Новая жизнь». В 1937 году поступил на учёбу в Алма-Атинское педагогическое училище, по окончании которого продолжил своё образование в Алма-Атинском учительском институте (1939—1941). После начала Великой Отечественной войны ушёл добровольцем на фронт. Воевал командиром артиллерийской батареи. После демобилизации в 1946 году возвратился в Казахстан. С 1946 года — директор средних школ в сёлах Прудковское и Узун-Агач.
В 1949 году окончил заочное отделение Казахского педагогического института.
С 1949 года — учитель, завуч и с 1957 года — директор Каргалинской средней школы № 1 Джамбулского района.
По его инициативе были построены несколько средних школ и дом для учителей (построен в 1990 году) в посёлке Фабричный. Некоторое время был директором новой средней школы № 2 (построена в 1966 году), потом в 1968 году возвратился на прежнюю должность в школу № 1.
В 1978 году удостоен звания Героя Социалистического Труда за выдающиеся трудовые достижения.
В 1984 году участвовал в строительстве средней школы № 3.
Скончался в 2007 году.
Награды
- Герой Социалистического Труда — указом Президиума Верховного Совета СССР 27 июня 1978 года
- Орден Ленина — дважды
- Орден Красной Звезды